# 옥시즌 프로젝트
옥시즌 프로젝트(Oxygen Project)는 KDE 플라스마 워크스페이스(Plasma Workspaces)에 시각적인 리프레시를 제공하기 위해 만들어진 프로젝트이다.
컴퓨터 아이콘, KWin용 창 장식, GTK 및 Qt용 위젯 툴킷 테마, 플라스마 워크스페이스용 두 가지 테마 및 트루타입 글꼴 모음으로 구성된다.
옥시즌 테마 세트는 페도라 리눅스, 쿠분투 및 오픈수세와 같은 대부분의 리눅스 배포판에서 플라스마 워크스페이스에 기본적으로 사용되었다.

## 역사
| 버전    | 이미지 |
| ------- | ------ |
| 4.0     |        |
| 4.1     |        |
| 4.2     |        |
| 4.3     |        |
| 4.4     |        |
| 4.5     |        |
| 4.6–4.7 |        |